# Ешелон (Њу Џерзи)
Ешелон (енгл. Echelon) насељено је место без административног статуса у америчкој савезној држави Њу Џерзи.

## Демографија
По попису из 2010. године број становника је 10.743, што је 303 (2,9%) становника више него 2000. године.
| Група             | 2000.         | 2010.         |
| Белци             | 7.484 (71,7%) | 6.597 (61,4%) |
| Афроамериканци    | 1.057 (10,1%) | 1.291 (12,0%) |
| Азијати           | 1.385 (13,3%) | 2.094 (19,5%) |
| Хиспаноамериканци | 317 (3,0%)    | 476 (4,4%)    |
| Укупно            | 10.440        | 10.743        |